# アトム (クラブ)
ATOM TOKYO -SHIBUYA-（アトム トウキョウ シブヤ）は、東京都渋谷区に所在するナイトクラブである。延床面積約1,100 m2・最大収容2,200人を誇り、渋谷エリア最大級のクラブとして知られる。

## 歴史
- 2000年に開業[1]。
- 2024年に姉妹店ATOM TOKYO-SHINJUKU-を開業[1]。

## フロア構成
1F Main Floor
天井高8 m、ラインアレイスピーカーとCO2ブラスターを備えるメインフロア。
2F Sub Floor
HIPHOP／R&B中心のサブフロア。VIPテーブル40席。
3F Lounge
バーカウンターとシーティングを備えたチルアウトスペース。

## 音楽とイベント
開業当初からEDM・ALL MIXを軸に、週末は外国人ゲストDJを招聘。K-POPやアニソンなど平日企画も多彩で、Z世代から訪日客まで幅広い集客を維持している。

## アクセス
- JR・東京メトロ・東急線 渋谷駅 ハチ公口より徒歩6分
- 京王井の頭線 神泉駅 より徒歩4分